# Chassy (Saona e Loira)
Chassy è un comune francese di 365 abitanti situato nel dipartimento della Saona e Loira nella regione della Borgogna-Franca Contea.

## Società

### Evoluzione demografica
Abitanti censiti